# Pinkstermelken
Pinkstermelken is of eerder was een gebruik tijdens de Pinksterfeesten in sommige delen van Nederland.
Boeren schonken op die dag een deel van hun melk aan de jongeren van het dorp, opdat het een goed melkjaar zou inluiden.